# Mega Man: Legacy Collection 2
Mega Man: Legacy Collection 2 (Rockman Classics Collection 2 ロックマン クラシックス コレクション2 au Japon) est une compilation des volets sept à dix des jeux d'action-plates-formes de la série Mega Man développée par Digital Eclipse et éditée par Capcom en août 2017 sur PlayStation 4, Xbox One, et PC (Windows). Une sortie sur Nintendo Switch est prévue au printemps 2018. Cette compilation permet de joueur aux jeux en haute définition, et propose des contenus inédits. Cette compilation fait suite à Mega Man: Legacy Collection, sorti en 2015 sur les mêmes plates-formes, qui regroupe les épisodes un à six de la même série,,,,,,.

## Liste des jeux
- Mega Man 7
- Mega Man 8
- Mega Man 9
- Mega Man 10